# Odessa (Waszyngton)
Odessa – miasto w Stanach Zjednoczonych, w stanie Waszyngton, w hrabstwie Lincoln.